# Károly Brocky
Károly Brocky (n. 1807, Timișoara -- d. 1855, Londra) a fost un pictor de origine maghiară, un exponent al stilului Biedermeier în Regatul Ungar și Banat.

## Biografie
Károly (Charles) Brocky a rămas prematur orfan și a fost crescut în cadrul unei trupe de actori. În perioada anilor 1822 - 1823 a primit primele lecții de desen în Timișoara din partea lui Antal Schuetz și în Vârșeț (Serbia) din partea lui Gabor Melegh.
A studiat la Academia de Artă din Viena unde i-a avut ca profesori pe Joseph Redl, Leopold Kupelwieser, Johann Ender, Anton Petter si Karl Gaulhofer. A obținut premiul Gundel în anul 1826 și 1827 și Lampi în anul 1830 și Medalia de aur în 1832. Károly Brocky a efectuat călătorii de studii în Italia (1835), la Paris (1837) și s-a stabilit la Londra în anul 1838 la invitația lui Peer Munroe de Novar. A executat în anul 1841 portretul Reginei Victoria și al Prințului Albert.  A făcut mai multe portrete ale aristocraților maghiari care au emigrat din Austro-Ungaria în Anglia în acea perioadă.
Károly Brocky a fost începând din anul 1839 un exponent al Royal Academy, al Institutului Britanic și al Societății Pictorilor Acuareliști, devenind membru din anul 1854. A expus trei lucrări în cadrul expoziției desfășurată în cadrul Academiei de Artă din Viena în anul 1834. În anul 1839 a participat la Expoziția Academiei Regale ți a expus pentru prima oară la Institutul Britanic în anul 1840. A făcut călătorii de studii la Paris și Viena în 1844 și în Dresda și Berlin în anul 1846. A devenit un pictor renumit în Ungaria și picturile sale au fost expuse la Kunsthalle din Budapesta. O mulțime din pânzele realizate de către Károly Brocky se regăsesc în colecții private, la Muzeul Britanic din Londra, la Viktoria și Albert Museum și la Muzeul Național Maghiar din Budapesta.
Károly (Charles) Brocky este considerat ca fiind unul dintre cei mai importanți portretiști maghiari din perioada Biedermeier.

## Galerie de imagini

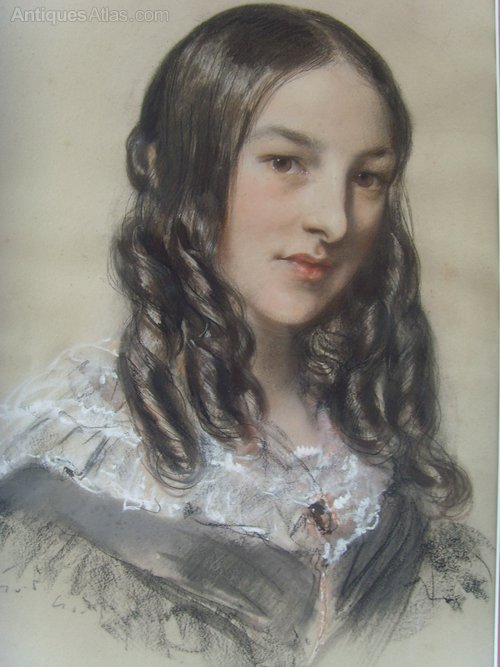
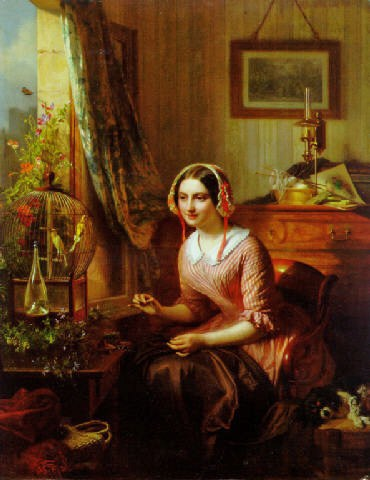
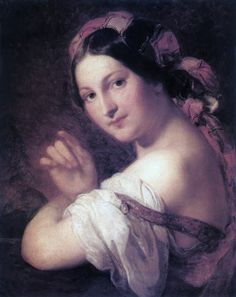
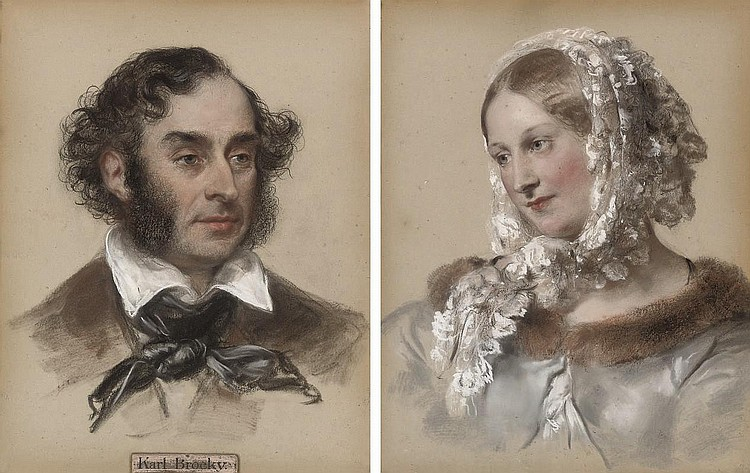
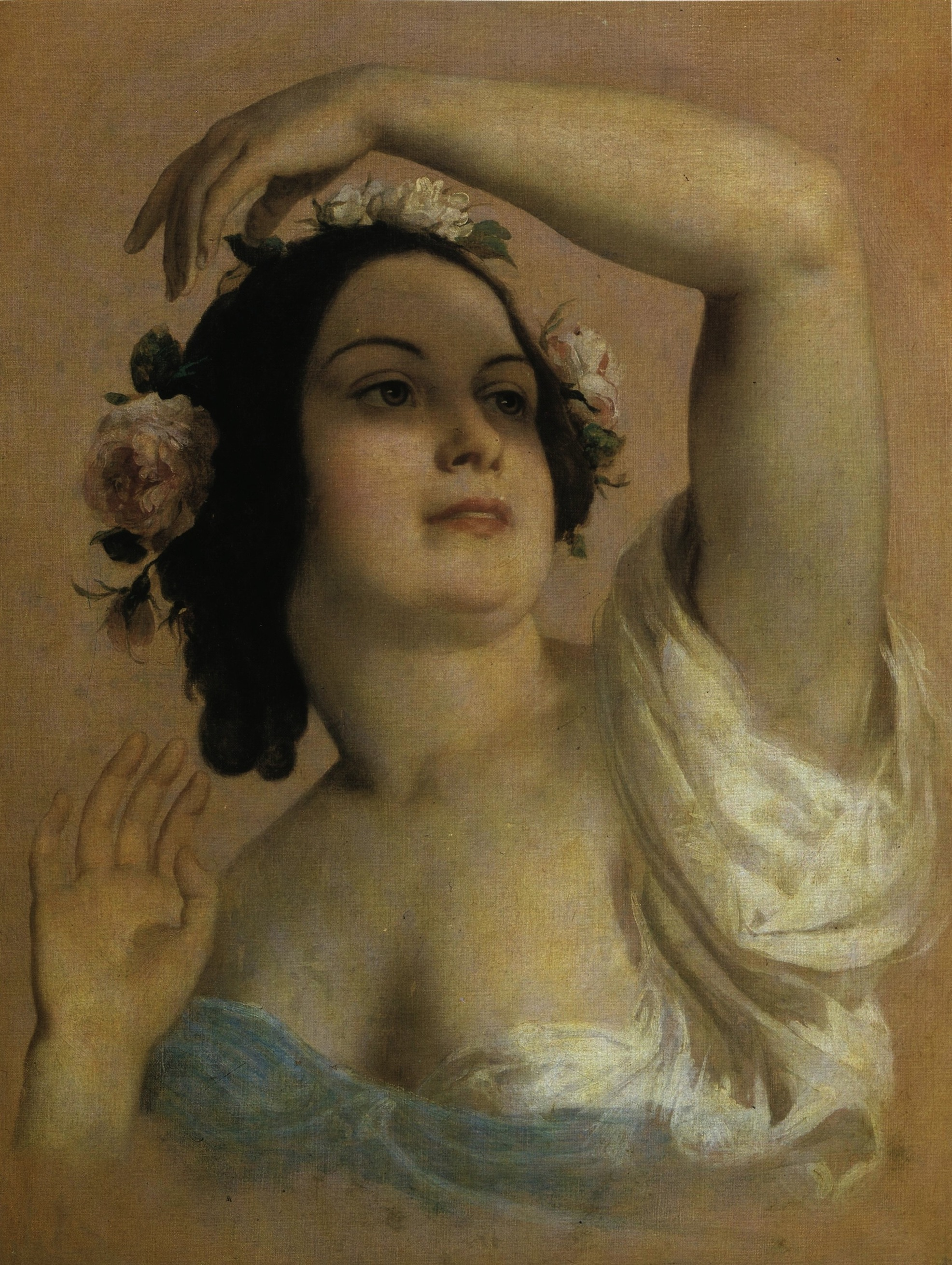